# 최정우 (1995년)
최정우(1995년 3월 29일 ~ )는 대한민국의 배우이다.

## 출연작

### 드라마
- 《당신은 너무합니다》 (MBC, 2017)
- 《로맨스를 팔로우하기 시작했습니다》 (웹드라마, 2019) - 전성재
- 《연애, 오늘 배송 되나요》 (웹드라마, 2019) - 재현
- 《빅픽처하우스》 (웹드라마, 2020) - 하재진
- 《바람과 구름과 비》 (TV조선, 2020) - 어린 채인규
- 《멀리서 보면 푸른 봄》 (KBS2, 2021) - 홍찬기
- 《징크스의 연인》 (KBS2, 2022) - 선동식
- 《넘버스 : 빌딩숲의 감시자들》 (MBC, 2023) - 양재환
- 《재벌X형사》 (SBS, 2024) - 보리

### 연극
- 《스물》(2017) - 경재
- 《연애플레이리스트》(2018) - 강윤
- 《어나더 컨트리》(2019) - 파울러
- 《히스토리 보이즈》(2019) - 락우드
- 《작은 아씨들》(2020) - 브룩
- 《히스토리 보이즈》(2020) - 데이킨
- 《히스토리 보이즈》(2022) - 데이킨
- 《빵야》(2023) - 길남 외
- 《히스토리 보이즈》(2023) - 데이킨, 락우드
- 《M.Butterfly》(2024) - 송 릴링
- 《빵야》(2024) - 길남 외
- 《간과 강》(2024) - 소년
- 《보이즈 인 더 밴드》(2024) - 해롤드
- 《붉은 낙엽》(2025) - 지미
- 《카포네 트릴로지》(2025) - 영맨
- 《화이트래빗 레드래빗》(2025) - 배우
- 《나의 아저씨》(2025) - 이광일
- 《도그 워커의 사랑》(2025) - 하민